# NGC 1460
NGC 1460 é uma galáxia lenticular (SB0) localizada na direcção da constelação de Eridanus. Possui uma declinação de -36° 41' 48" e uma ascensão recta de 3 horas, 46 minutos e 13,6 segundos.
A galáxia NGC 1460 foi descoberta em 28 de Novembro de 1837 por John Herschel.